# 君とピアノと
『君とピアノと』（きみとぴあのと）は、東野純直のデビュー・シングル。1993年4月1日にテイチクエンタテインメントから発売。

## 概要
同曲で第1回MusicQuest'92世界大会で審査員特別賞を受賞した。ロッテリア『イタリアン ホット』のCMソングに使用された。14.2万枚の売上は東野自身3番目のヒット。

## 収録曲
特記以外　作詞・作曲:東野純直 
1. 君とピアノと
  - 作曲:寺田昌司　編曲:船山基紀
2. Rain
  - 編曲:安部潤

## カバー
范暁萱が1995年4月18日発売のアルバム『RAIN』にて『小偷』として中国語カバー。

### セルフカバー
1回目は1997年発売のアルバム『epilogue for prologue』、2回目は2002年発売のアルバム『I am.』にて行われた。